# Dasypogon mexicanus
Dasypogon mexicanus là một loài ruồi trong họ Asilidae. Dasypogon mexicanus được Macquart miêu tả năm 1846. Loài này phân bố ở vùng Tân nhiệt đới.